# Jan Strömberg
Jan Olof Strömberg, född 10 april 1939 i Björneborg, Värmland, död 2 november 2020, var en svensk silversmed, konstnär och lärare.

## Biografi
Bland Strömbergs offentliga uppdrag märks pris till bästa bilmärke som delades ut av Svenska Rallyt.
Strömberg utbildade sig först till plåtslagare och var senare verksam som lärare. Som silversmed var han autodidakt. Han medverkade i samlingsutställningar på Arvika Konsthall, Ransäter och på Värmlands museum. Strömberg är begravd på Alsters kyrkogård.